# Teatro napoletano
Il teatro napoletano è una delle più antiche e conosciute tradizioni artistiche della città di Napoli, che ha contribuito allo sviluppo del teatro italiano.

## Origini
Considerando come precursori i generi del teatro greco (fabula rinthonica, commedia epicarmea e spettacoli orfici), le prime tracce del teatro napoletano risalgono all'opera poetica di Jacopo Sannazaro e Pietro Antonio Caracciolo tra la fine del Quattrocento e gli inizi del Cinquecento, ai tempi della corte aragonese. Jacopo Sannazaro a Castel Capuano, infatti, alla presenza di Alfonso d'Aragona, celebrò le vittorie degli spagnoli e la presa di Granada in un'opera dal titolo Arcadia che evocava le gesta eroiche del condottiero spagnolo. Qualche anno dopo, invece il Caracciolo presentò due opere dal titolo La farsa de lo cito e Imagico, che ripudiavano il linguaggio merlettato e attingevano dal popolo sia la trama che la dialettica. I due poeti, anche attori e registi, ebbero il merito di diffondere la cultura teatrale tra i ceti minori della popolazione. Altro celebre artista, in questo periodo, fu il Velardiniello, cantastorie di strada.

## Pulcinella

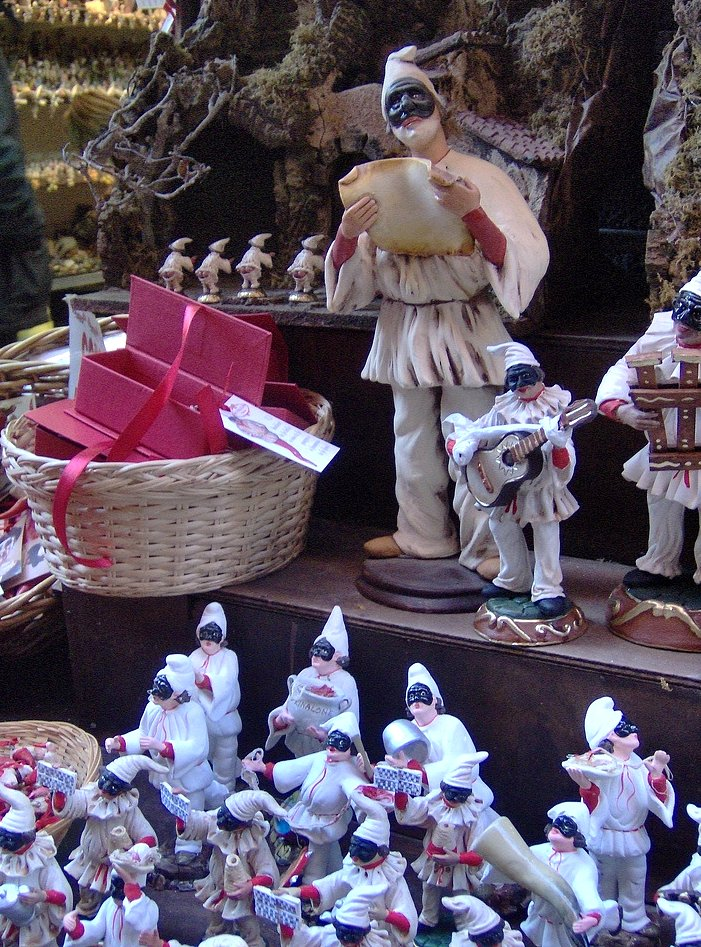
Pulcinella

Il teatro napoletano pre-Novecento fu sostanzialmente legato alla maschera di Pulcinella. Il personaggio nacque alla fine del Cinquecento dall'attore Silvio Fiorillo, e nel Seicento, fu portato in scena dall'attore Andrea Calcese. Come affermò Benedetto Croce nei suoi studi sull'argomento, Pulcinella denota un carattere che è stato plasmato dai numerosi attori che l'hanno interpretata e che spesso, l'hanno utilizzata come strumento di satira e critica politica.
Pulcinella è un personaggio che rappresenta da sempre il modo tutto napoletano di vedere il mondo, di umile rango sociale che, grazie alla sua furbizia e alla sua arte di destreggiarsi in qualsiasi situazione, riesce in qualche modo ad averla sempre vinta. Importante, per il teatro napoletano, è il modo in cui il personaggio è "rielaborato" a partire dall'Ottocento. L'ultimo interprete di Pulcinella, fu infatti Antonio Petito, che lo trasformò da servo sciocco nel cittadino napoletano per antonomasia, furbo e burlesco, modernizzandolo e permettendone così la sua trasformazione ad opera di Eduardo Scarpetta.
Celebri interpreti della maschera di Pulcinella
| XVII secolo  | Silvio Fiorillo                       | ideatore della maschera nel 1592          |
| XVII secolo  | Andrea Calcese                        | primo interprete ufficiale primo Seicento |
| XVII secolo  | Michele Fracanzani                    |                                           |
| XVIII secolo | Francesco Baldi detto Ciccio          |                                           |
| XVIII secolo | Francesco Barese                      |                                           |
| XVIII secolo | Vincenzo Cammarano in arte "Giancola" |                                           |
| XIX secolo   | Filippo Cammarano figlio di Vincenzo  |                                           |
| XIX secolo   | Salvatore Petito                      |                                           |
| XIX secolo   | Antonio Petito                        |                                           |
| XIX secolo   | Pasquale Altavilla                    |                                           |
| XIX secolo   | Giuseppe De Martino                   |                                           |
| XIX secolo   | Francesco "Ciccio" Stella             |                                           |
| XX secolo    | Salvatore De Muto                     |                                           |
| XX secolo    | Eduardo De Filippo                    |                                           |
| XX secolo    | Nino Taranto                          |                                           |
| XX secolo    | Gianni Crosio                         |                                           |
| XX secolo    | Achille Millo                         |                                           |
| XX secolo    | Tommaso Bianco                        |                                           |
| XX secolo    | Massimo Troisi                        |                                           |
| XX secolo    | Massimo Ranieri                       |                                           |

Altre maschere napoletane della commedia dell'arte
- Tartaglia
- Scaramuccia, interpretato nel 1600 dall'attore Tiberio Fiorilli, che lo portò anche alla corte del re di Francia assumendo il nome di Scaramouche, facendolo così diventare di fatto una maschera francese.
- Coviello era un personaggio nato come spalla di Pulcinella, l'ideatore fu l'attore-impresario Ambrogio Buonomo, che lo rappresentò accanto al "primo" Pulcinella Andrea Calcese.[5] A detta di alcuni Coviello avrebbe però origini calabresi.[senza fonte]
- Don Anselmo Tartaglia, fu rappresentata la prima volta verso la metà del Seicento dall'attore Carlo Merlino. Nel Settecento da Agostino Fiorilli. Nell'Ottocento da Giuseppe Pica (padre di Tina Pica). Nel Novecento da Pasquale Esposito.

## Scarpetta e Felice Sciosciammocca

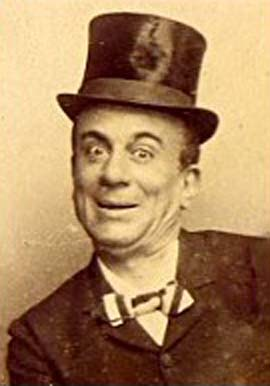
Eduardo Scarpetta come Sciosciammocca

Scritturato da Petito all'età di quindici anni, Eduardo Scarpetta ebbe il compito di impersonare nella compagnia di Petito il personaggio di Felice Sciosciammocca (letteralmente "Felice soffia in bocca"), sostenitore comico di Pulcinella. Alla morte di Petito, e con la scomparsa del personaggio di Pulcinella, Scarpetta si fece interprete del cambiamento di gusti nel pubblico napoletano. Eliminò quindi definitivamente la maschera ormai obsoleta introducendo personaggi della borghesia cittadina che mantenessero però immutati i caratteri farseschi della tradizione.
Le sue commedie su Felice Sciosciammocca (come ad esempio Il medico dei pazzi o Miseria e nobiltà) ottennero un enorme successo a Napoli (Scarpetta si arricchì oltre ogni immaginazione) e aprirono la strada al successo dei fratelli De Filippo. Grazie al successo delle sue commedie Scarpetta si arricchì notevolmente tanto da comprarsi un lussuosissimo palazzo alla via Vittoria Colonna, nella Napoli bene, ma con un'altra commedia, 'Na Santarella, guadagna così tanto da acquistare una villa al quartiere del Vomero, altra zona bene di Napoli, facendo incidere sulla facciata la scritta "Qui rido io". Diversi anni dopo un suo pronipote, l'attore Mario Scarpetta, per allestire il medesimo spettacolo, s'indebitò e fu costretto a vendere la villa.

## Raffaele Viviani
L'opera di Raffaele Viviani si differenzia notevolmente da quella del suo contemporaneo Eduardo De Filippo, presentandosi allo stesso tempo come complementare a questa. Mentre l'opera di Eduardo ci presenta la borghesia napoletana, con i suoi problemi e la sua crisi di valori, Viviani mise in scena la plebe, i mendicanti, i venditori ambulanti: un'umanità disperata e disordinata che vive la sua eterna guerra per soddisfare i bisogni primari. In questo la sua poetica si allontana violentemente dalla retorica lacrimevole, pittoresca e piccolo borghese del tempo, prendendo le distanze al contempo dalla cultura positivista e ponendosi per molti versi all'interno di dinamiche creative proprie delle avanguardie. Il suo fu un teatro diverso, anomalo e sconvolgente, ma durante il fascismo subirà, con la negazione dell'uso dei dialetti, l'ostilità e il silenzio della critica e della stampa.

## I fratelli De Filippo

Eduardo incontra Pirandello (1933)

Figli illegittimi dello stesso Scarpetta, essendo infatti nati da una relazione con Luisa De Filippo, nipote della moglie di Scarpetta (Rosa De Filippo), i tre più celebri fratelli del teatro italiano, Eduardo De Filippo, Peppino De Filippo e Titina De Filippo iniziarono giovanissimi a calcare le scene (Eduardo a soli 4 anni) e nel 1931 - dopo aver formato una loro autonoma compagnia teatrale - esordirono insieme con l'atto unico Natale in casa Cupiello. Il successo di questi tre attori venne consacrato da una clamorosa tournée nelle città italiane, benché sotto il fascismo Eduardo ebbe non pochi problemi per le sue posizioni contrarie al regime.
Fu solo nel dopoguerra che il successo di De Filippo giungerà agli storici livelli di commedie quali Napoli Milionaria e Filumena Marturano ambientate in una Napoli disillusa in pieno dopoguerra, che s'imposero su scala anche internazionale (Filumena Marturano fu nel 1947 rappresentata anche a Bucarest). Per la loro solida verosimiglianza verso la realtà contemporanea, abbandonando dunque il farsesco fine a sé stesso che aveva contraddistinto il teatro di Pulcinella e Scarpetta, le personalità dei De Filippo s'imposero per la loro verve interpretativa, le intense espressioni, la sofferta gestualità, la spontaneità e la vitalità dei personaggi impersonati, sempre a metà tra la commedia e il dramma. Più tardi De Filippo, dopo aver conosciuto la persona e la produzione di Luigi Pirandello, adattò e recitò alcune sue celebri commedie (es. Il berretto a sonagli) trovandovi anche lì quell'inesplicabile sottile confine tra la realtà e la finzione, tra l'umorismo e la tragedia, che contraddistingue da sempre la natura umana.
Più sul burlesco si allineò invece Peppino, abbandonando per vari screzi Eduardo e lanciandosi nel cinema spesso in compagnia di Totò in memorabili commedie e giungendo persino sul punto di fondare una propria compagnia di prosa "La compagnia teatrale italiana" scrivendo e interpretandone numerosi testi in lingua dialettale, ad eccezione dell'atto unico Cupido scherza e spazza, esilarante commedia degna del grande repertorio comico napoletano; altri lavori, ad eccezione di Non è vero ma ci credo, non ebbero il risultato sperato. Negli anni sessanta, tuttavia, per la trasmissione televisiva Scala reale, interpretò il personaggio Pappagone che divenne una maschera del teatro napoletano; fu anche fine interprete del teatro di Molière.
Titina invece, rimasta col fratello Eduardo, si affermò nel ruolo di Filumena Marturano di Eduardo, rimasta nella storia del teatro.
Eduardo adattò anche commedie di Molière e Carlo Goldoni, ristrutturando poi a sue spese il Teatro San Ferdinando, risalente al 1790 ma distrutto durante l'ultima guerra, e formando la compagnia "Scarpettiana".

## Totò

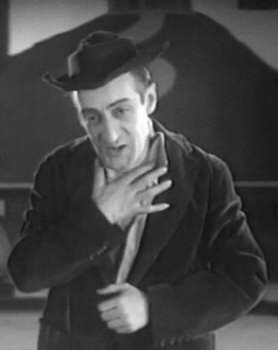
Totò nel 1930, nel suo primo provino cinematografico, con la Cines

La personalità di Antonio de Curtis, in arte Totò, s'impose al cinema, ma raccolse i suoi primi successi sulle scene di teatri periferici e dei quartieri poveri, facendo il verso al grande macchiettista napoletano: Gustavo De Marco. Totò era una "maschera buffa" nel senso letterario della "commedia dell'arte", un'autentica maschera (come Pulcinella e Arlecchino). È la maschera di un piccolo "gigante": il più comico e il più napoletano, universalmente comico perché spesso, per suscitare le risate, non aveva bisogno di ricorrere a lazzi o alle battute scherzose: in teatro ad esempio, bastava che apparisse in scena, senza pronunciare motto, e già si scaturiva l'ilarità.
Gli era sufficiente una smorfia, un gesto, un semplice ammiccamento. E poteva fare a meno del copione: un canovaccio di poche parole, a al resto ci pensava lui, improvvisando mimica e dialogo, prolungando un breve sketch anche di quindici o venti minuti, specie se avvertiva, immediato, il calore del pubblico. Invece sul set quel calore gli mancava, e un po' ne soffriva, ma suppliva ad esso con un eccezionale mestiere. Perciò Totò, autentico gigante della comicità, il meglio di sé lo dette forse alla ribalta, superando se stesso come eccezionale caricaturista, come super-marionetta vivente dai muscoli tira-e-molla, e dalle articolazioni snodabili, anche se bisogna dire queste ultime erano caratteristiche del de Marco.
Memorabile fu il suo ritorno sulla scena, quasi sessantenne e quasi cieco, quando apparve in una rivista A prescindere, l'ultima sua passerella da gran finale, elettrizzò gli spettatori in un'esplosione pirotecnica, sembrava che davvero i fuochi d'artificio che riproduceva, attraverso una mimica inimitabile, si moltiplicassero attorno a lui. E così esaltava il pubblico dopo aver inventato almeno dieci modi diversi, tutti scoppiettanti, di fare passerella, di prolungarla oltremodo, a volte anche per quindici minuti. Totò si allineò col sul teatro non disdegnando però un certo ritorno al burlesco di stampo pulcinellesco.

## Il varietà e il teatro macchiettistico
Il varietà, così come l'avanspettacolo nasce a Napoli verso la fine dell'Ottocento e l'inizio del XX secolo, più semplicemente chiamato Café-chantant, era il periodo della "Belle Époque" in cui Napoli e Parigi erano le capitali culturali d'Europa. Chiamato così perché le esibizioni degli artisti avvenivano nei caffè e sale da tè, il famosissimo "Caflish", poi cominciò ad ampliarsi come spettacolo teatrale vero e proprio, passando non distante dal caffè, alla bomboniera di via Chiaia, il Teatro Sannazaro. Lo spettacolo era suddiviso in due tempi e vari quadri, a seconda delle esibizioni, nel primo si esibivano ballerine, cantanti, illusionisti e guitti, nel secondo le vedette più attese, le sciantose e soprattutto "le macchiette". In pratica erano degli attori che cantavano in modo caricaturale.
La prima macchietta in assoluto fu il napoletano Nicola Maldacea, celebre attore e canzonettista, il quale si esibì nelle prime riuscite macchiette al Salone Margherita di Napoli con notevole successo, dando alle canzoni un'impressione efficace con la massima spontaneità caricaturale, creando così l'attore che canta.
L'epoca d'oro del cafè-chantant a Napoli coincise con i grandi successi delle più spigliate canzonettiste, tra queste vanno ricordate: Elvira Donnarumma e Gilda Mignonette.
Due assi della melodiosa canzone e della macchietta, furono senz'altro Pasquariello e Gill. Gennaro Pasquariello si dedicò anima e corpo al "Caffè-concerto" e, quindi al varietà di gran classe affermandosi nei primi anni del Novecento al Salone Margherita di Napoli. Le sue interpretazioni erano caratterizzate da una tecnica sicurissima e da una sopraffina sensibilità vocale. Armando Gill, nome d'arte di Michele Testa, pur non avendo una voce estesa e una non perfetta intonazione, suppliva a questo con le doti di fine dicitore che ritornelli e finali, caricava di toni comunicativi e pieni di sentimentalismo, strappando applausi a scena aperta.
Altro grande interprete del genere, sempre ad inizio secolo, fu Gustavo De Marco cui Totò trasse ispirazione.
Negli anni trenta i fratelli Guido (la spalla) e Giorgio (il comico), detti Bebè e Ciccio, nativi di Casagiove (Caserta), si presentarono per la prima volta sulla scena, uno in tight e bombetta, l'altro con finto nasone, legato con lo spago dietro la nuca, ed enormi baffoni spioventi. Il primo autoritario e severo, traeva risalto dalla parlantina sciolta che, dopo aver raccontato storie inverosimili e dopo una lunga pausa, concludeva con una paradossale battuta buffa. I De Rege sono anche ricordati per aver inventato l'ormai celebre frase introduttiva "Vieni avanti cretino".
Nello stesso periodo, nella compagnia dei De Filippo, venne alla ribalta un'attrice, figura segaligna e voce da militare in pensione: Tina Pica. Figlia d'arte, suo padre Giuseppe fu interprete del personaggio di don Anselmo Tartaglia. La naturalezza interpretativa della Pica non la costringeva a dover recitare semplicemente un copione, in quanto lei stessa si considerava "Il personaggio".
A cavallo tra gli anni trenta e quaranta, iniziò a diffondersi l'abitudine per intere famiglie nel dedicarsi al teatro di avanspettacolo: chi faceva il capo-comico, chi la soubrette, la macchietta, il macchinista ecc. Spesso erano costretti loro malgrado ad accettare miserevoli scritture anche se capaci teatranti. Tra queste vi era la famiglia Maggio, il cui capostipite era Mimì e i suoi sedici figli, di cui sette attori: Enzo, Beniamino, Dante, Icadio, Pupella, Rosalia e Margherita.
Beniamino era il più popolare dei fratelli Maggio, tanto che la critica lo considerò una delle più grandi macchiette del teatro napoletano. Però la stessa critica considerava Dante il più bravo dei fratelli, il quale possedeva le doti del ritmo, delle pause, dei tempi giusti, della mimica e di una voce ben modulata. Enzo, invece, il più anziano non riuscì a tenere il passo dei due fratelli. Tra le sorelle la più zelante fu certamente Pupella, che si affermò soprattutto come attrice di prosa. Rosalia, invece, era la più attraente in famiglia ed era la soubrette. Icadio, invece, morì giovane e Margherita lavorò sporadicamente.
Un discorso a parte meritano i cosiddetti "murmuliatori"e della loro doppia vita: di giorno impresari di feste di piazza e di ricevimenti con attori e cantanti, di notte manipolatori di informazioni su noti personaggi, fin nei minimi dettagli per poi rielaborarli a proprio interesse. Andavano dall'uno o dall'altro artista elogiandoli di volta in volta, magari facendosi fotografare insieme, per poi denigrarli di nascosto al fine di condizionare il loro valore sul mercato. Fu a causa delle loro maldicenze che Giuseppe Marotta ebbe a schiaffeggiare pubblicamente un suo collega Mario Stefanile.
Successivamente giunsero alla ribalta altri celebri caratteristi: Pietro De Vico, Franco Sportelli, Ugo D'Alessio, Carlo e Aldo Giuffré, Enzo Turco, Peppino Villani, Nino Milano, Rino Genovese, Marchitiello, Maghizzano, Fregolino, Leo Brandi e Trottolino. Fino a tempi più recenti, ovvero: Rino Marcelli, Giacomo Rizzo, Tommaso Bianco e Vittorio Marsiglia.
Ma su tutti questi spicca il nome del più grande in questo genere: Nino Taranto.

## Nino Taranto

Nino Taranto

Per interpretare grottescamente le macchiette di "Cioffi-Pisano", Taranto aveva inventato la tipica paglietta dentellata, sforbiciata a tre punte. Debuttò nel varietà a metà degli anni venti, all'età di diciassette anni, bazzicando palcoscenici minori napoletani come cantante comico. Poi nel 1936 divenne capo-comico dedicandosi soprattutto alla rivista per quasi vent'anni, prima di passare al teatro di prosa vivianesco. I copioni di rivista "marca Taranto" furono dei risonanti successi del dopoguerra in tutta Italia, venivano scritti la maggior parte da autori napoletani, come Nelli e Mangini e talvolta da Michele Galdieri. Il suo cavallo di battaglia fu la celebre canzone "Ciccio formaggio". Al suo fianco vi era sempre l'inseparabile fratello minore Carlo, e spesso affiancato da grandi caratteriste quali Tecla Scarano e Dolores Palumbo. La sua ultima compagna di lavoro fu Luisa Conte nelle sue ultime interpretazioni al Teatro Sannazaro negli anni ottanta.

## La sceneggiata

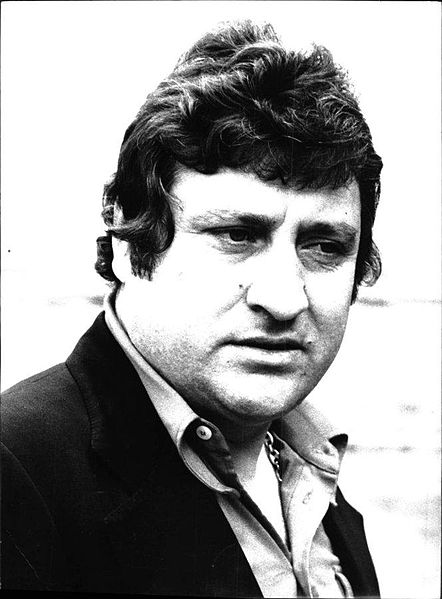
Mario Merola

Curiosamente fu a cavallo tra le due guerre, che nacque nel 1919 e si concluse nel 1940, salvo un ritorno negli anni settanta, la sceneggiata ovvero la "sceneggiatura" dei versi di una canzone, versi ampliati tanto da ottenere un copione, portata con successo grazie all'affiatata compagnia "Cafiero-Fumo". Vi si cimentarono diversi artisti quali Pasquariello, Gill, la Mignonette ed altri autori come Enzo Lucio Murolo, Valente, Chiaruzzi, Gaspare e Oscar Di Maio, Libero Bovio e Salvatore Di Giacomo, e tra gli interpreti anche Nino Taranto. In un primo periodo la sceneggiata era tratta da una canzone e, talvolta, anche da una poesia, molte volte caratterizzata dai risvolti drammatici, ambientata nei bassi, nei vicoli, nei quartieri più poveri e malfamati. Anche per questo motivo si può dire che Raffaele Viviani e Cresenzo Di Maio ne siano stati, soprattutto l'ultimo, i precursori.

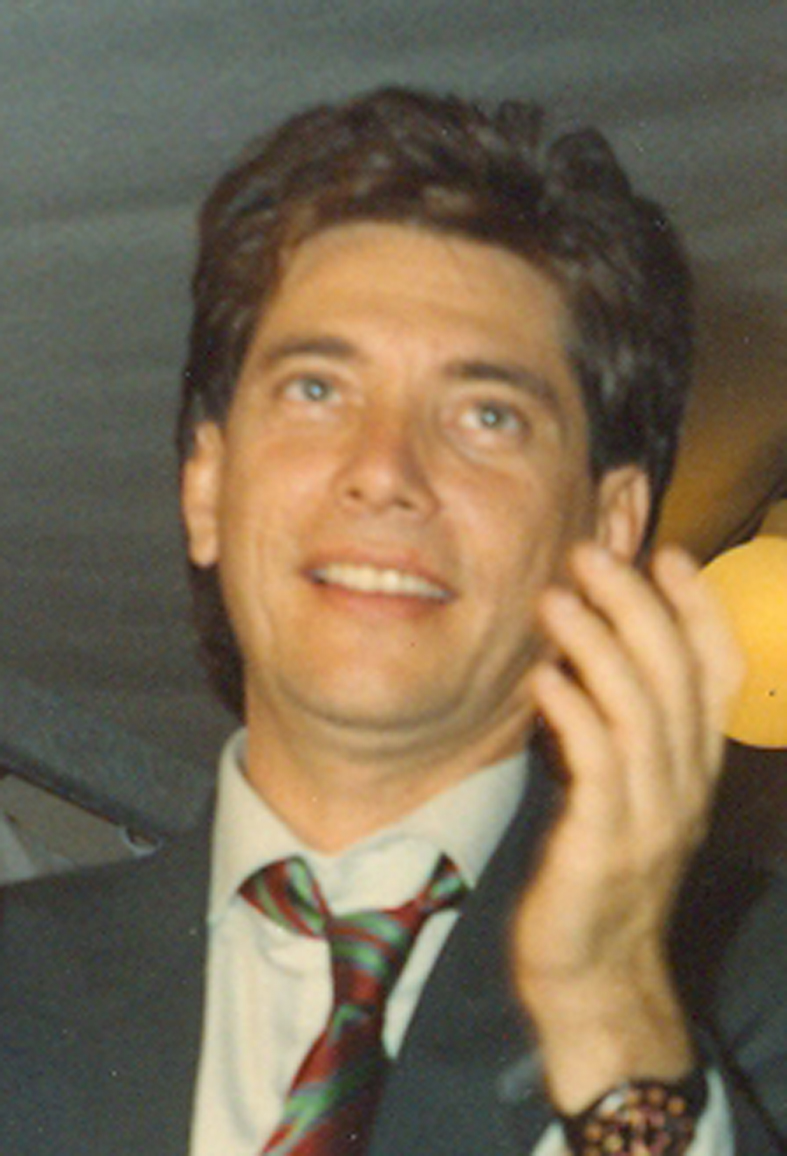
Nino D'Angelo

Il secondo periodo, quello degli anni settanta-ottanta è stata anch'essa improntata da versi di canzoni, ma mentre nell'antica sceneggiata si raccontavano le miserie della povera gente a volte con toni sia drammatici che comici, in quella moderna si ritrovava spesso la figura del mammasantissima, il cosiddetto "guappo buono". Secondo alcuni critici la "sceneggiata moderna", quella di Mario Merola (che interpreta sia alcune delle nuove sceneggiate, sia quelle classiche: Zappatore; I Figli; Lacrime Napulitane ecc.), Pino Mauro, Mario Da Vinci e Mario Trevi, è stata la progenitrice di un filone dei cantanti neo-melodici. Tale filone di cantanti neo-melodici, in alcuni casi è composto anche da cantanti, o pseudo-cantanti, i cui testi delle canzoni furono tacciati come “istigazione alla malavita”. La polemica fece tanta eco che nel 2007, l'allora ministro degli Interni Giuliano Amato, lanciò un monito contro chi scriveva e cantava testi del genere, in quanto risultavano fuorvianti rispetto alla tradizionale canzone napoletana.
In tempi recenti, con la riapertura del Teatro Trianon, il direttore artistico Nino D'Angelo, ha riproposto le edizioni dell'antica sceneggiata, rivalutandone gli aspetti artistici di questo genere e anche culturali, la cultura della strada, ma non intesa come malavita, quanto piuttosto di miseria e sopraffazione.

## Roberto De Simone
Compositore, musicologo, autore e regista. È stato un grande innovatore e ricercatore del patrimonio culturale, teatrale e musicale della tradizione popolare partenopea, trovando tracce di "villanelle, laudi e strambotti", laddove la tradizione è andata persa. Fondando così, nel 1967, insieme ad un gruppo di giovani musicisti (Peppe Barra, Giovanni Mauriello, Patrizio Trampetti, Carlo D'Angiò, Fausta Vetere ed Eugenio Bennato) la Nuova Compagnia di Canto Popolare, di cui fu animatore, ricercatore e elaboratore. Dopo l'attività musicale accentua progressivamente la ricerca teatrale, e grazie a lui si potranno ammirare opere del Cinquecento, Seicento e Settecento come La Lucilla costante; Il bazzeriota; La cantata dei pastori; Le novantanove disgrazie di Pulcinella e tante altre. Il gran capolavoro arrivò nel 1976 con la favola in musica La gatta Cenerentola.

## Massimo Troisi

Massimo Troisi e Lello Arena

Il cabaret nacque negli anni sessanta, come forma di intrattenimento comico nei locali milanesi. Molto lontano dalla tradizionale comicità napoletana, fin quando negli anni settanta in una trasmissione televisiva della Rai, Non stop del 1978, un gruppo di tre amici (Massimo Troisi, Lello Arena ed Enzo De Caro) di San Giorgio a Cremano (Napoli) si presentarono al pubblico con il nome de La Smorfia, cui mente e ideatore era Massimo Troisi.
Troisi riuscì a sovvertire un luogo comune dando una forma di teatralità al cabaret, che fino al quel momento era improntato solo su barzellette e aneddoti. Infatti con la sua mimica facciale, quel suo parlare sempre in dialetto e talvolta imbranato, ne fecero un'altra maschera del grande repertorio del teatro napoletano, un Pulcinella moderno, senza costume e maschera. L'ultimo commediante, a pari dei grandi del passato, certo non aveva forse la frenesia di Totò né le nascoste profondità amare di Eduardo, pur riecheggiandone in parte certe doti espressive, ma appunto era se stesso, unico, e la scomparsa prematura (41 anni) gli ha impedito certamente di dare ancora tutto il meglio di se.

## Celebri attori teatrali napoletani
Questa lista è suscettibile di variazioni e potrebbe essere incompleta o non aggiornata.

A
- Mario Abbate
- Franco Acampora
- Anna Maria Ackermann
- Maurizio Aiello
- Antonio Allegretti
- Antonio Allocca
- Lucio Allocca
- Pasquale Altavilla
- Alberto Amato
- Luisa Amatucci
- Lucio Amelio
- Anna Ammirati
- Giuseppe Anatrelli
- Lello Arena
- Francesco Artale
- Benito Artesi
- Sergio Assisi
- Serena Autieri

B
- Concetta Barra
- Peppe Barra
- Germano Bellavia
- Francesca Bertini
- Regina Bianchi
- Tommaso Bianco
- Clara Bindi
- Antonio Buonomo
- Leo Brandi
- Cloris Brosca
- Carlo Buccirosso
- Aldo Bufi Landi

C
- Salvatore Cafiero
- Andrea Calcese
- Anna Campori
- Gennaro Cannavacciuolo
- Enzo Cannavale
- Vittorio Caprioli
- Ester Carloni
- Pietro Carloni
- Renato Carpentieri
- Antonio Casagrande
- Maurizio Casagrande
- Benedetto Casillo
- Lucia Cassini
- Italo Celoro
- Bruno Cirino
- Bruno Colella
- Marina Confalone
- Luisa Conte
- Franco Coop
- Lino Crispo
- Vittoria Crispo
- Carlo Croccolo
- Gianni Crosio
- Alessandro Cutolo

D
- Mariangela D'Abbraccio
- Ugo D'Alessio
- Daria D'Antonio
- Nino D'Angelo
- Tosca D'Aquino
- Isa Danieli
- Enzo Decaro
- Rosaria De Cicco
- Luciano De Crescenzo
- Eduardo De Filippo
- Luca De Filippo
- Luigi De Filippo
- Peppino De Filippo
- Titina De Filippo
- Tullio Del Matto
- Marco Mario de Notaris
- Gustavo De Marco
- Peppino De Martino
- Salvatore De Muto
- Fratelli De Rege
- Libero De Rienzo
- Francesco De Rosa
- Vittorio De Sica
- Roberto De Simone
- Giuliana De Sio
- Pietro De Vico
- Ida Di Benedetto
- Augusto Di Giovanni
- Gaetano Di Maio
- Olimpia Di Maio
- Oscar Di Maio
- Maria Di Maio
- Patrizia Di Martino
- I Di Napoli
- Nicola Di Pinto
- Alberto Di Stasio
- Elvira Donnarumma
- Barbara D'Urso

E
- Giovanni Esposito
- Pasquale Esposito

F
- Gianni Ferreri
- Tiberio Fiorilli
- Silvio Fiorillo
- Ciro Formisano
- Iaia Forte
- Mario Frera
- Nuccia Fumo
- Nunzia Fumo
- Giacomo Furia

G
- Gianfranco Gallo
- Massimiliano Gallo
- Nunzio Gallo
- Giuseppe Gambardella
- Rino Genovese
- Adolfo Geri
- Armando Gill
- Rino Gioielli
- Amedeo Girard
- Aldo Giuffré
- Carlo Giuffré
- Geppy Gleijeses
- Cesare Gravina

H
- Marzio Honorato

I
- Gianfelice Imparato
- Guglielmo Inglese
- Biagio Izzo
- I Ditelo voi

J
- Franco Javarone

L
- Gianni Lamagna
- Peppe Lanzetta
- Marisa Laurito
- Massimo Lopez
- Sophia Loren
- Angela Luce

M
- Ferdinando Maddaloni
- Beniamino Maggio
- Dante Maggio
- Enzo Maggio
- Mimì Maggio
- Pupella Maggio
- Rosalia Maggio
- Arturo Maghizzano
- Ernesto Mahieux
- Nicola Maldacea
- Rino Marcelli
- Italia Marchesini
- Gino Maringola
- Vittorio Marsiglia
- Gea Martire
- Nello Mascia
- Leopoldo Mastelloni
- Saverio Mattei
- Lino Mattera
- Giovanni Mauriello
- Mario Merola
- Vittorio Mezzogiorno
- Gilda Mignonette
- Achille Millo
- Carlo Molfese
- Rina Morelli
- Linda Moretti
- Gigio Morra
- Enrico Musy
- Gianni Musy

N
- Gianni Nazzaro
- Antonio Neiwiller
- Maria Nazionale
- Alighiero Noschese

O
- Orazio Orlando
- Silvio Orlando

P
- Angela Pagano
- Marina Pagano
- Dolores Palumbo
- Gennarino Palumbo
- Adele Pandolfi
- Gennaro Pantalena
- Francesco Paolantoni
- Nando Paone
- Eduardo Passarelli
- Gennaro Pasquariello
- Riccardo Pazzaglia
- Patrizia Pellegrino
- Vincenzo Peluso
- Antonio Petito
- Enzo Petito
- Tina Pica
- Giuseppe Pironi
- Gigi Pisano
- Rosita Pisano
- Lina Polito
- Rosalia Porcaro
- Giuseppe Porelli
- Mario Porfito
- Alessandro Preziosi

R
- Luisa Ranieri
- Massimo Ranieri
- Gigi Reder
- Andrea Renzi
- Mariano Rigillo
- Patrizio Rispo
- Gino Rivieccio
- Giacomo Rizzo
- Clelia Rondinella
- Giacomo Rondinella
- Luciano Rondinella
- Annibale Ruccello
- Renato Rutigliano
- Tato Russo

S
- Vincenzo Salemme
- Agostino Salvietti
- Maria Luisa Santella
- Lina Sastri
- Stefano Satta Flores
- Gigi Savoia
- Tecla Scarano
- Eduardo Scarpetta
- Mario Scarpetta
- Vincenzo Scarpetta
- Carmen Scivittaro
- Toni Servillo
- Bianca Sollazzo
- Sergio Solli
- Sebastiano Somma
- Franco Sportelli
- Federico Stella (attore)
- Antonio Stornaiolo
- Marina Suma

T
- Carlo Taranto
- Corrado Taranto
- Nino Taranto
- Totò
- Mario Trevi
- Lino Troisi
- Massimo Troisi
- Enzo Turco

U
- Luigi Uzzo

V
- Francesco Vairano
- Nino Veglia
- Massimo Venturiello
- Peppino Villani
- Nino Vingelli
- Francesco Vitiello
- Gennaro Vitiello
- Luisella Viviani
- Raffaele Viviani

W
- Anna Walter